# Cuicuros
Os cuicuros, também chamados kuikuro, cuicurus e guicurus, são um grupo indígena que habita as aldeias Ipatse, Akuhugi e Lahatuá, no sul do Parque Indígena do Xingu, no estado do Mato Grosso, no Brasil. Falam a língua cuicuro, que pertence ao tronco linguístico caraíba. Atualmente, são o povo indígena mais numeroso na região do Alto Xingu.

## História
Os antepassados dos atuais cuicuros chegaram à região do Alto Xingu por volta do ano 500, ou até mesmo antes, procedentes do oeste. Construíram, entre 1200 e 1600, cidades muradas que abrigavam de 2 500 a 50 000 indivíduos. Foram provavelmente dizimados por doenças introduzidas pelos europeus a partir do século XVI. Tais doenças provocaram um sensível decréscimo populacional, resultando na atual população das aldeias cuicuras, que é muito menor que as das antigas cidades cuicuras (as atuais aldeias cuicuras possuem menos de trezentos habitantes cada uma).
Os restos arqueológicos das antigas cidades cuicuras somente foram descobertos pela comunidade científica internacional no final do século XX. Em 1961, os cuicuros tiveram seu território tradicional reconhecido pelo governo brasileiro através da criação do Parque Indígena do Xingu.